# Football Club Lausanne-Sport 2021-2022
Questa voce raccoglie le informazioni riguardanti il Football Club Lausanne-Sport nelle competizioni ufficiali della stagione 2021-2022.

## Stagione
Nella stagione 2021-2022 il Losanna, allenato da Ilja Borenovic e Alain Casanova, concluse il campionato di Super League al 10º posto. In Coppa Svizzera il Losanna fu eliminato ai quarti di finale dall'Yverdon.

## Rosa
| N. |                               | Ruolo | Calciatore          |
| -- | ----------------------------- | ----- | ------------------- |
| 1  | Svizzera (bandiera)           | P     | Thomas Castella     |
| 3  | Inghilterra (bandiera)        | D     | Archie Brown        |
| 5  | Svizzera (bandiera)           | D     | Simone Grippo       |
| 6  | Svizzera (bandiera)           | D     | Elton Monteiro      |
| 7  | Croazia (bandiera)            | C     | Stjepan Kukuruzović |
| 8  | Svizzera (bandiera)           | C     | Joël Geissmann      |
| 9  | Svizzera (bandiera)           | A     | Zeki Amdouni        |
| 11 | Costa d'Avorio (bandiera)     | C     | Brahima Ouattara    |
| 12 | Costa Rica (bandiera)         | A     | Mayron George       |
| 13 | Svizzera (bandiera)           | C     | Nassim Zoukit       |
| 16 | Svizzera (bandiera)           | C     | Mayka Okuka         |
| 17 | Rep. Centrafricana (bandiera) | C     | Goduine Koyalipou   |
| 19 | Francia (bandiera)            | C     | Maxen Kapo          |
| 20 | Francia (bandiera)            | A     | Hicham Mahou        |
| 21 | Costa d'Avorio (bandiera)     | C     | Jean N'Guessan      |
| 23 | Francia (bandiera)            | D     | Sofiane Alakouch    |
| 24 | Costa d'Avorio (bandiera)     | D     | Armel Zohouri       |
| 25 | Costa d'Avorio (bandiera)     | D     | Lamine Koné         |
| 26 | Marocco (bandiera)            | D     | Fouad Chafik        |

| N. |                                 | Ruolo | Calciatore           |
| -- | ------------------------------- | ----- | -------------------- |
| 28 | Giappone (bandiera)             | C     | Toichi Suzuki        |
| 29 | Francia (bandiera)              | D     | Maxime Poundjé       |
| 30 | Francia (bandiera)              | C     | Adrien Trebel        |
| 33 | Svizzera (bandiera)             | C     | Marvin Spielmann     |
| 38 | Costa d'Avorio (bandiera)       | C     | Trazié Thomas        |
| 40 | Francia (bandiera)              | P     | Mory Diaw            |
| 51 | Svizzera (bandiera)             | D     | Anel Husic           |
| 71 | Svizzera (bandiera)             | D     | Karim Sow            |
| 72 | Svizzera (bandiera)             | C     | Tristan Diaz Negrone |
| 73 | Portogallo (bandiera)           | C     | Diogo Mendes         |
| 76 | Svizzera (bandiera)             | A     | Malko Sartoretti     |
| 80 | Portogallo (bandiera)           | C     | Alvyn Sanches        |
| 90 | Uruguay (bandiera)              | A     | Rodrigo Pollero      |
| 91 | Francia (bandiera)              | P     | Melvin Mastil        |
| 98 | Inghilterra (bandiera)          | A     | Trae Coyle           |
| 99 | Bosnia ed Erzegovina (bandiera) | A     | Aldin Turkeš         |
|    | Svizzera (bandiera)             | D     | Diogo Dos Santos     |
|    | Kosovo (bandiera)               | C     | Florian Hysenaj      |

## Organigramma societario
Area tecnica
- Allenatore: Ilja Borenovic, Alain Casanova
- Allenatore in seconda: João Gião
- Preparatore dei portieri: Florent Delay
- Preparatori atletici:

## Calciomercato

### Sessione estiva
| Acquisti | Acquisti          | Acquisti             | Acquisti |
| R.       | Nome              | da                   | Modalità |
| -------- | ----------------- | -------------------- | -------- |
| D        | Fouad Chafik      | Digione              |          |
| D        | Simone Grippo     | Real Oviedo          |          |
| A        | Mayron George     | Midtjylland          |          |
| C        | Jean N'Guessan    | Nizza                |          |
| A        | Zeki Amdouni      | Stade Lausanne-Ouchy |          |
| D        | Archie Brown      | Derby County U23     |          |
| A        | Trae Coyle        | Arsenal U23          |          |
| C        | Maxen Kapo        | Paris Saint-Germain  |          |
| C        | Goduine Koyalipou | Niort                |          |

| Cessioni | Cessioni             | Cessioni             | Cessioni |
| R.       | Nome                 | a                    | Modalità |
| -------- | -------------------- | -------------------- | -------- |
| D        | Moritz Jenz          | Lorient              |          |
| A        | Josias Lukembila     | Wil                  |          |
| D        | Noah Loosli          | Grasshoppers         |          |
| P        | Noah Falk            | Echallens            |          |
| C        | Théo Rochat          | Bavois               |          |
| A        | Jonathan Bolingi     | Anversa              |          |
| D        | Nikola Boranijašević | Zurigo               |          |
| D        | Stéphane Cueni       | Stade Lausanne-Ouchy |          |
| A        | Lucas Da Cunha       | Nizza                |          |
| A        | Evann Guessand       | Nizza                |          |
| C        | Florian Hysenaj      | Stade Lausanne-Ouchy |          |
| P        | Melvin Mastil        | Losanna U21          |          |
| C        | Pedro Brazão         | Nizza                |          |
| D        | Ruben Machado        | Sion II              |          |
| A        | Isaac Schmidt        | San Gallo            |          |
| A        | Rafik Zekhnini       | Fiorentina           |          |

### Sessione invernale
| Acquisti | Acquisti         | Acquisti       | Acquisti |
| R.       | Nome             | da             | Modalità |
| -------- | ---------------- | -------------- | -------- |
| D        | Sofiane Alakouch | Metz           |          |
| C        | Adrien Trebel    | Anderlecht     |          |
| A        | Rodrigo Pollero  | Zurigo         |          |
| C        | Nassim Zoukit    | Étoile Carouge |          |
| C        | Marvin Spielmann | Young Boys     |          |

| Cessioni | Cessioni           | Cessioni             | Cessioni |
| R.       | Nome               | a                    | Modalità |
| -------- | ------------------ | -------------------- | -------- |
| D        | Marc Tsoungui      | Stade Lausanne-Ouchy |          |
| C        | Gabriel Barès      | Montpellier          |          |
| D        | Mickaël Nanizayamo | Altach               |          |
| C        | Cameron Puertas    | Union Saint-Gilloise |          |

## Risultati

### Super League

#### Prima fase, girone di andata
| Arbitro: | Schnyder |

|              |           |                |
| Ouattara 87’ | Marcatori | 45’, 71’ Youan |

| Arbitro: | Cibelli |

|                                  |           |              |
| Ceesay 7’, 15’ Boranijašević 41’ | Marcatori | 11’ Ouattara |

| Arbitro: | Bieri |

|                                  |           |           |
| Campana 35’, 49’ (rig.) Toti 81’ | Marcatori | 73’ Husic |

| Arbitro: | San |

|                      |           |                        |
| Mahou 9’ Amdouni 69’ | Marcatori | 45’ (rig.), 59’ Cabral |

| Arbitro: | Bieri |

|            |           |              |
| Sidler 62’ | Marcatori | 27’ Monteiro |

| Arbitro: | San |

|           |           |            |
| Mahou 45’ | Marcatori | 73’ Hoarau |

| Arbitro: | Piccolo |

|             |           |                                                                 |
| Amdouni 90’ | Marcatori | 27’ Garcia 31’ Elia 46’, 85’ Fassnacht 62’ Siebatcheu 88’ Kanga |

| Arbitro: | Horisberger |

|                |           |                        |
| Stevanović 32’ | Marcatori | 44’ (rig.) Kukuruzović |

| Arbitro: | Schärer |

|                               |           |  |
| Ziegler 78’ (rig.) Amoura 90’ | Marcatori |  |

#### Prima fase, girone di ritorno
| Arbitro: | Bieri |

|                                   |           |                     |
| Amdouni 1’ Puertas 8’, 80’ (rig.) | Marcatori | 68’ (rig.) Bonatini |

| Arbitro: | Fähndrich |

|                                    |           |                                    |
| Hefti 13’ Rieder 76’ Fassnacht 82’ | Marcatori | 32’ Amdouni 80’ (rig.) Kukuruzović |

| Arbitro: | Cibelli |

|                 |           |             |
| Kukuruzović 13’ | Marcatori | 75’ Ugrinić |

| Arbitro: | Wolfensberger |

|  |           |                                |
|  | Marcatori | 81’ (rig.) Ziegler 90’ Mahmoud |

| Arbitro: | Fähndrich |

|  |           |                 |
|  | Marcatori | 12’ (aut.) Nuhu |

| Arbitro: | San |

|  |           |                                |
|  | Marcatori | 49’ Kyei 67’ Imeri 88’ Antunes |

| Arbitro: | Jaccottet |

|            |           |                        |
| Kasami 90’ | Marcatori | 90’ (rig.) Kukuruzović |

| Arbitro: | Cibelli |

|           |           |                                       |
| Coyle 77’ | Marcatori | 12’, 33’ Gnonto 56’ (rig.) Marchesano |

| Arbitro: | Schnyder |

|                             |           |  |
| Brown 58’ (aut.) Cavaré 76’ | Marcatori |  |

#### Seconda fase, girone di andata
| Arbitro: | Cibelli |

|             |           |                                                           |
| Pollero 42’ | Marcatori | 15’, 90’ (rig.) Duah 17’ Görtler 52’ Guillemenot 90’ Toma |

| Arbitro: | Horisberger |

|           |           |  |
| Sasso 41’ | Marcatori |  |

| Arbitro: | Wolfensberger |

|  |           |                |
|  | Marcatori | 28’, 67’ Momoh |

| Arbitro: | Dudic |

|                                    |           |  |
| Lang 51’ Szalai 66’ Katterbach 89’ | Marcatori |  |

| Arbitro: | San |

|                        |           |                  |
| Kukuruzović 90’ (rig.) | Marcatori | 2’, 72’ Abubakar |

| Arbitro: | Piccolo |

|            |           |  |
| Batata 63’ | Marcatori |  |

| Arbitro: | Bieri |

|  |           |                        |
|  | Marcatori | 3’ Gnonto 69’ Guerrero |

| Arbitro: | Staubli |

|                                    |           |                           |
| Amdouni 38’ Kukuruzović 90’ (rig.) | Marcatori | 49’ Siebatcheu 83’ Garcia |

| Arbitro: | Schärer |

|                                      |           |             |
| Bottani 23’ Lavanchy 45’ Aliseda 75’ | Marcatori | 71’ Amdouni |

#### Seconda fase, girone di ritorno
| Arbitro: | Cibelli |

|                                          |           |             |
| Amdouni 38’ (rig.), 62’, 67’ Sanches 72’ | Marcatori | 76’ Rodelin |

| Arbitro: | Bieri |

|                                  |           |                         |
| Siebatcheu 52’ (rig.) Niasse 80’ | Marcatori | 5’ Amdouni 90’ Ouattara |

| Arbitro: | Wolfensberger |

|                                                 |           |                    |
| Trebel 23’ Amdouni 45’, 90’ (rig.) Ouattara 60’ | Marcatori | 73’ (aut.) Poundjé |

| Arbitro: | Piccolo |

|                                  |           |                |
| Kawabe 37’ Lenjani 72’ Bolla 90’ | Marcatori | 5’ Kukuruzović |

| Arbitro: | Cibelli |

|                                   |           |  |
| Burch 28’ Jashari 54’ Ugrinić 76’ | Marcatori |  |

| Losanna 8 maggio 2022, ore 16:30 CEST 33ª giornata | Losanna | 0 – 0 referto | Basilea | Stadio della Tuilière (3 680 spett.)\| Arbitro: \| Tschudi \| |
| Arbitro:                                           | Tschudi |               |         |                                                               |

| Arbitro: | Staubli |

|                           |           |                                      |
| Ceesay 56’ Marchesano 90’ | Marcatori | 32’ Koyalipou 63’ (rig.) Kukuruzović |

| Arbitro: | San |

|                         |           |                              |
| Fickentscher 82’ (aut.) | Marcatori | 32’ (rig.), 90’ (rig.) Grgić |

| Arbitro: | Horisberger |

|                                      |           |  |
| Duah 23’, 61’ Görtler 66’ Sutter 78’ | Marcatori |  |

### Coppa Svizzera
| Arbitro: | Cibelli |

|  |           |                         |
|  | Marcatori | 49’ Puertas 52’ Amdouni |

| Arbitro: | Staubli |

|                                   |           |                                         |
| Deschenaux 48’ Zohouri 83’ (aut.) | Marcatori | 9’ (aut.) Genoud 11’ George 94’ Amdouni |

| Arbitro: | Fähndrich |

|  |           |             |
|  | Marcatori | 57’ Amdouni |

| Arbitro: | Bieri |

|                   |           |  |
| Beleck 22’ (rig.) | Marcatori |  |

## Statistiche

### Statistiche di squadra
| Competizione   | Punti | In casa | In casa | In casa | In casa | In casa | In casa | In trasferta | In trasferta | In trasferta | In trasferta | In trasferta | In trasferta | Totale | Totale | Totale | Totale | Totale | Totale | DR  |
| Competizione   | Punti | G       | V       | N       | P       | Gf      | Gs      | G            | V            | N            | P            | Gf           | Gs           | G      | V      | N      | P      | Gf     | Gs     | DR  |
| -------------- | ----- | ------- | ------- | ------- | ------- | ------- | ------- | ------------ | ------------ | ------------ | ------------ | ------------ | ------------ | ------ | ------ | ------ | ------ | ------ | ------ | --- |
| Super League   | 22    | 18      | 3       | 5       | 10      | 23      | 38      | 18           | 1            | 5            | 12           | 14           | 38           | 36     | 4      | 10     | 22     | 37     | 76     | -39 |
| Coppa Svizzera | -     | 0       | 0       | 0       | 0       | 0       | 0       | 4            | 3            | 0            | 1            | 6            | 3            | 4      | 3      | 0      | 1      | 6      | 3      | +3  |
| Totale         | 22    | 18      | 3       | 5       | 10      | 23      | 38      | 22           | 4            | 5            | 13           | 20           | 41           | 40     | 7      | 10     | 23     | 43     | 79     | -36 |

### Andamento in campionato
| Giornata  | 1 | 2 | 3  | 4 | 5 | 6 | 7  | 8  | 9  | 10 | 11 | 12 | 13 | 14 | 15 | 16 | 17 | 18 | 19 | 20 | 21 | 22 | 23 | 24 | 25 | 26 | 27 | 28 | 29 | 30 | 31 | 32 | 33 | 34 | 35 | 36 |
| --------- | - | - | -- | - | - | - | -- | -- | -- | -- | -- | -- | -- | -- | -- | -- | -- | -- | -- | -- | -- | -- | -- | -- | -- | -- | -- | -- | -- | -- | -- | -- | -- | -- | -- | -- |
| Luogo     | C | T | T  | C | T | C | C  | T  | T  | C  | T  | C  | C  | T  | C  | T  | C  | T  | C  | T  | C  | T  | C  | T  | C  | C  | T  | C  | T  | C  | T  | T  | C  | T  | C  | T  |
| Risultato | P | P | P  | N | N | N | P  | N  | P  | V  | P  | N  | P  | V  | P  | N  | P  | P  | P  | P  | P  | P  | P  | P  | P  | N  | P  | V  | N  | V  | P  | P  | N  | N  | P  | P  |
| Posizione | 7 | 9 | 10 | 9 | 9 | 9 | 10 | 10 | 10 | 9  | 10 | 10 | 10 | 9  | 9  | 9  | 9  | 9  | 9  | 9  | 10 | 10 | 10 | 10 | 10 | 10 | 10 | 10 | 10 | 10 | 10 | 10 | 10 | 10 | 10 | 10 |

Legenda:

Luogo: C = Casa; T = Trasferta. Risultato: V = Vittoria; N = Pareggio; P = Sconfitta.

### Statistiche dei giocatori
| Giocatore      | Super League | Super League | Super League | Super League | Coppa Svizzera | Coppa Svizzera | Coppa Svizzera | Coppa Svizzera | Totale   | Totale | Totale      | Totale     |
| Giocatore      | Presenze     | Reti         | Ammonizioni  | Espulsioni   | Presenze       | Reti           | Ammonizioni    | Espulsioni     | Presenze | Reti   | Ammonizioni | Espulsioni |
| -------------- | ------------ | ------------ | ------------ | ------------ | -------------- | -------------- | -------------- | -------------- | -------- | ------ | ----------- | ---------- |
| S. Alakouch    | 12           | 0            | 4            | 0            | 0              | 0              | 0              | 0              | 12       | 0      | 4           | 0          |
| Z. Amdouni     | 34           | 12           | 5            | 0            | 4              | 3              | 0              | 0              | 38       | 15     | 5           | 0          |
| G. Barès       | 14           | 0            | 1            | 0            | 3              | 0              | 1              | 0              | 17       | 0      | 2           | 0          |
| A. Brown       | 4            | 0            | 0            | 0            | 0              | 0              | 0              | 0              | 4        | 0      | 0           | 0          |
| T. Castella    | 9            | 0            | 1            | 0            | 3              | 0              | 0              | 0              | 12       | 0      | 1           | 0          |
| F. Chafik      | 25           | 0            | 4            | 1            | 2              | 0              | 0              | 0              | 27       | 0      | 4           | 1          |
| T. Coyle       | 27           | 1            | 4            | 0            | 3              | 0              | 0              | 0              | 30       | 1      | 4           | 0          |
| M. Diaw        | 27           | 0            | 4            | 0            | 1              | 0              | 0              | 0              | 28       | 0      | 4           | 0          |
| J. Geissmann   | 1            | 0            | 0            | 0            | 0              | 0              | 0              | 0              | 1        | 0      | 0           | 0          |
| M. George      | 11           | 0            | 1            | 0            | 2              | 1              | 0              | 0              | 13       | 1      | 1           | 0          |
| S. Grippo      | 19           | 0            | 3            | 0            | 2              | 0              | 0              | 0              | 21       | 0      | 3           | 0          |
| A. Husic       | 23           | 1            | 7            | 0            | 3              | 0              | 0              | 0              | 26       | 1      | 7           | 0          |
| F. Hysenaj     | 0            | 0            | 0            | 0            | 0              | 0              | 0              | 0              | 0        | 0      | 0           | 0          |
| M. Jenz        | 2            | 0            | 0            | 0            | 0              | 0              | 0              | 0              | 2        | 0      | 0           | 0          |
| M. Kapo        | 1            | 0            | 0            | 0            | 0              | 0              | 0              | 0              | 1        | 0      | 0           | 0          |
| L. Koné        | 7            | 0            | 1            | 0            | 1              | 0              | 0              | 0              | 8        | 0      | 1           | 0          |
| G. Koyalipou   | 10           | 1            | 0            | 0            | 1              | 0              | 0              | 0              | 11       | 1      | 0           | 0          |
| S. Kukuruzović | 33           | 8            | 5            | 0            | 2              | 0              | 0              | 0              | 35       | 8      | 5           | 0          |
| H. Mahou       | 34           | 2            | 7            | 1            | 3              | 0              | 1              | 0              | 37       | 2      | 8           | 1          |
| M. Mastil      | 0            | 0            | 0            | 0            | 0              | 0              | 0              | 0              | 0        | 0      | 0           | 0          |
| D. Mendes      | 4            | 0            | 0            | 0            | 0              | 0              | 0              | 0              | 4        | 0      | 0           | 0          |
| E. Monteiro    | 23           | 1            | 4            | 0            | 1              | 0              | 0              | 0              | 24       | 1      | 4           | 0          |
| J. N'Guessan   | 24           | 0            | 2            | 1            | 4              | 0              | 0              | 0              | 28       | 0      | 2           | 1          |
| M. Nanizayamo  | 4            | 0            | 1            | 0            | 3              | 0              | 1              | 0              | 7        | 0      | 2           | 0          |
| T. Negrone     | 0            | 0            | 0            | 0            | 0              | 0              | 0              | 0              | 0        | 0      | 0           | 0          |
| M. Okuka       | 0            | 0            | 0            | 0            | 0              | 0              | 0              | 0              | 0        | 0      | 0           | 0          |
| B. Ouattara    | 30           | 4            | 3            | 0            | 4              | 0              | 0              | 0              | 34       | 4      | 3           | 0          |
| R. Pollero     | 15           | 1            | 2            | 0            | 1              | 0              | 0              | 0              | 16       | 1      | 2           | 0          |
| M. Poundjé     | 13           | 0            | 5            | 0            | 0              | 0              | 0              | 0              | 13       | 0      | 5           | 0          |
| C. Puertas     | 16           | 2            | 4            | 1            | 2              | 1              | 2              | 0              | 18       | 3      | 6           | 1          |
| A. Sanches     | 19           | 1            | 2            | 0            | 0              | 0              | 0              | 0              | 19       | 1      | 2           | 0          |
| D. Santos      | 0            | 0            | 0            | 0            | 1              | 0              | 0              | 0              | 1        | 0      | 0           | 0          |
| M. Sartoretti  | 0            | 0            | 0            | 0            | 0              | 0              | 0              | 0              | 0        | 0      | 0           | 0          |
| K. Sow         | 13           | 0            | 5            | 0            | 3              | 0              | 0              | 0              | 16       | 0      | 5           | 0          |
| M. Spielmann   | 13           | 0            | 1            | 0            | 0              | 0              | 0              | 0              | 13       | 0      | 1           | 0          |
| T. Suzuki      | 23           | 0            | 8            | 0            | 4              | 0              | 0              | 0              | 27       | 0      | 8           | 0          |
| T. Thomas      | 20           | 0            | 5            | 1            | 4              | 0              | 0              | 0              | 24       | 0      | 5           | 1          |
| A. Trebel      | 15           | 1            | 2            | 1            | 1              | 0              | 0              | 0              | 16       | 1      | 2           | 1          |
| M. Tsoungui    | 1            | 0            | 0            | 0            | 0              | 0              | 0              | 0              | 1        | 0      | 0           | 0          |
| A. Turkeš      | 0            | 0            | 0            | 0            | 0              | 0              | 0              | 0              | 0        | 0      | 0           | 0          |
| A. Zohouri     | 23           | 0            | 7            | 0            | 3              | 0              | 0              | 0              | 26       | 0      | 7           | 0          |
| N. Zoukit      | 3            | 0            | 1            | 0            | 1              | 0              | 1              | 0              | 4        | 0      | 2           | 0          |